# Bogucharsky (huyện)
Huyện Bogucharsky (tiếng Nga: ? райо́н) là một huyện hành chính tự quản (raion), của Tỉnh Voronezh, Nga. Huyện có diện tích 2235 km², dân số thời điểm ngày 1 tháng 1 năm 2000 là 41800 người. Trung tâm của huyện đóng ở Boguchar.